# Marc Antoine Jacques Bras-de-fer de Châteaufort
Pour les articles homonymes, voir Bras de Fer (homonymie).
Marc Antoine Bras-de-fer de Châteaufort, chevalier de Malte, fut lieutenant général par intérim de la Nouvelle-France décembre 1635 à juin 1636 et commandant de Trois-Rivières de 1636 à 1638.

## Biographie
Marc Antoine Bras-de-fer de Châteaufort arrive à Québec en 1634.
À la mort de Samuel de Champlain le 25 décembre 1635, il est désigné par la Compagnie des Cent-Associés comme « lieutenant général en toute l’étendue du fleuve Saint-Laurent en La Nouvelle-France pour Monseigneur le Cardinal, Duc de Richelieu ».
Il assure l'intérim jusqu'au 11 juin 1636, à l'arrivée de Charles Huault de Montmagny alors gouverneur général de la Nouvelle-France.
Il prend alors le commandement du poste de Trois-Rivières jusqu'en 1638, puis retourna en France.

## Hommages
A Trois-Rivières, l'actuelle rue Arthur-Francoeur s’appelait rue de Châteaufort de 1947 à 1960